# Aric Almirola
Aric Michael Almirola (Fort Walton Beach, 14 maart 1984) is een Amerikaanse autocoureur die uitkomt in de NASCAR Cup Series voor Stewart Haas Racing

## Carrière
Almirola reed zijn eerste kart-races op 8-jarige leeftijd. Hij deed dit tot zijn 18e en reed toen zijn eerste NASCAR-races in de Nascar Sun Belt Weekly Division.  
In 2005 maakte hij zijn Truck-debuut met Morgan Dollor Motorsports en reed twee keer een top-10-klassering. Daarna reed hij in de Truck-series voor verschillende teams, en behaalde zijn eerste overwinning in 2010 op het circuit van Daytona International Speedway.  
Terwijl hij in de Trucks reed deed hij vanaf 2006 ook mee in de Xfinity Series en vanaf 2007 in de Cup Series. 
Zijn eerste Xfinity-overwinning kwam in 2007 op Milwaukee Mile voor het team van Joe Gibbs Racing.  
In het begin van zijn Cup Series carrière reed hij in verschillende teams. In 2012 hij reed zijn eerste volledige seizoen voor Richard Petty Motorsports en behaalde zijn eerste overwinning in 2014. In 2017 crashte hij in Kansas en miste de volgende 7 races vanwege een compressiefractuur. In 2018 stapte hij in bij Stewart Haas Racing en behaalde in datzelfde jaar zijn tweede overwinning op Talladega Superspeedway. In januari 2022 maakte hij bekend dat hij stopte met voltijds racen aan het eind van het seizoen.  

## Privé
Almirola is getrouwd en heeft twee kinderen. 

## Resultaten

#### NASCAR Cup Series
| Jaar | Team                      | Races | Overwinningen | Kampioenschap |
| ---- | ------------------------- | ----- | ------------- | ------------- |
| 2007 | Joe Gibbs Racing          | 1     | 0             | 52e           |
| 2007 | Dale Earnhardt Inc        | 5     | 0             | 52e           |
| 2008 | Dale Earnhardt Inc        | 12    | 0             | 42e           |
| 2009 | Earnhardt Ganassi Racing  | 7     | 0             | 46e           |
| 2009 | Phoenix Racing            | 2     | 0             | 46e           |
| 2010 | Phoenix Racing            | 7     | 0             | 48e           |
| 2010 | Tommy Baldwin Racing      | 1     | 0             | 48e           |
| 2010 | Richard Petty Motorsports | 5     | 0             | 48e           |
| 2012 | Richard Petty Motorsports | 36    | 0             | 20e           |
| 2013 | Richard Petty Motorsports | 36    | 0             | 18e           |
| 2014 | Richard Petty Motorsports | 36    | 1             | 16e           |
| 2015 | Richard Petty Motorsports | 36    | 0             | 17e           |
| 2016 | Richard Petty Motorsports | 36    | 0             | 26e           |
| 2017 | Richard Petty Motorsports | 29    | 0             | 29e           |
| 2018 | Stewart Haas Racing       | 36    | 1             | 5e            |
| 2019 | Stewart Haas Racing       | 36    | 0             | 14e           |
| 2020 | Stewart Haas Racing       | 36    | 0             | 15e           |
| 2021 | Stewart Haas Racing       | 36    | 1             | 15e           |
| 2022 | Stewart Haas Racing       | 24*   | -             | -             |

#### Nascar Xfinity Series
| Jaar | Team                      | Races | Overwinningen | Kampioenschap |
| ---- | ------------------------- | ----- | ------------- | ------------- |
| 2005 | Joe Gibbs Racing          | 0     | 0             | -             |
| 2006 | Joe Gibbs Racing          | 9     | 0             | 51e           |
| 2007 | Joe Gibbs Racing          | 18    | 1             | 29e           |
| 2009 | Key Motorsports           | 3     | 0             | 76e           |
| 2009 | Smith Ganassi Racing      | 1     | 0             | 76e           |
| 2010 | JR Motorsports            | 8     | 0             | 44e           |
| 2011 | JR Motorsports            | 34    | 0             | 4e            |
| 2013 | Richard Petty Motorsports | 1     | 0             | 111           |
| 2014 | Biagi-DenBeste Racing     | 2     | 0             | 99e           |
| 2015 | Biagi-DenBeste Racing     | 9     | 0             | 93e           |
| 2016 | Biagi-DenBeste Racing     | 10    | 1             | 92e           |
| 2017 | Biagi-DenBeste Racing     | 5     | 1             | 92e           |
| 2018 | Stewart Haas Racing       | 2     | 0             | 98e           |

#### Nascar Truck Series
| Jaar | Team                      | Races | Overwinningen | Kampioenschap |
| ---- | ------------------------- | ----- | ------------- | ------------- |
| 2005 | Morgan Dollar Motorsports | 4     | 0             | 48e           |
| 2006 | Spears Motorsports        | 25    | 0             | 18e           |
| 2007 | Billy Ballew Motorsports  | 1     | 0             | 60e           |
| 2007 | Morgan Dollar Motorsports | 2     | 0             | 60e           |
| 2008 | Morgan Dollar Motorsports | 1     | 0             | 78e           |
| 2009 | Billy Ballew Motorsports  | 16    | 0             | 20e           |
| 2010 | Billy Ballew Motorsports  | 25    | 2             | 2e            |
| 2011 | Vision Aviation Racing    | 1     | 0             | 104e          |
| 2012 | Wauters Motorsports       | 3     | 0             | 90e           |